# NBA Live
NBA Live је серијал кошаркашких видео игара које издаје ЕА Спортс. Серијал је настао 1994. године, а наследник је претходних серија НБА плеј-офа и НБА обрачуна.

## Историја
У јесен 1994., године ЕА кошаркашко издање добило је једноставнији наслов НБА Лајв 95. Овај образац именовања који користи следећу годину је настављен, осим што су се мењале све 4 цифре од 2000. до 2005. године.
После 16 узастопних сезона издавања, покушали су да се игра зове НБА Елите 11, али је наишао на проблеме у развоју и ставили су игру на паузу и то три године. Серија се вратила на НБА Лајв 14 у новембру 2013.
Прво издање НБА Лајв 95 било је за системе видео игара четврте генерације Сега и СНЕС, као и за оперативни систем МС-ДОС. NBA Live 96 укључивао је прву верзију пете генерације, за Плејстешн, као и прву верзију ручних игара, на Гејм Бој. Производња шесте генерације почела је са НБА Лајв 2001. и наставила се све до НБА Лајв 2009. на веома продаваној Плејстејшн 2. НБА Лајв 06 је била прва која је стигла за конзоле седме генерације, након што је објављена на ИКСБокс 360. Коначно, издавањем НБА Ливе 14 за ИКСБокс оне и Плејстејшн 4. ЕА је наставила са радом на конзолама осме генерације. Игра је излазила на рачунаре сваке сезоне све док подршка није повучена након НБА Ливе 08 сезоне.
Функција да се направи играч није била доступна у верзијама игре из 1995. године, али је била доступна од НБА Лајв 96.
НБА Лајв 99 је био први који је приказао режим тренинга и игру у више сезона.
Почевши од НБА Лајв 2000, серија је представљала легенде са ол стар тимова, који су укључивали нека највећа имена од пет деценија (50-их до 90-их).